# 金振钟
金振钟（1914年—1992年），男，奉天（今辽宁）海城人，中华人民共和国军事人物，中国人民解放军少将，曾任中国人民解放军总后勤部营房部部长。